# Сватівська міська територіальна громада
Сватівська міська територіальна громада — територіальна громада в Україні, в Сватівському районі Луганської області, з адміністративним центром в місті Сватове.

## Загальна інформація
Площа громади — 1 050 кв. км, населення — 26 864 особи, з них: міське — 16 710, сільське — 10 154 (2020).

## Населені пункти
До складу громади увійшли місто Сватове, села Андріївка, Барикине, Гончарівка, Дачне, Зміївка, Іванівка, Коржове, Кругле, Маньківка, Мілуватка, Містки, Новомикільське, Новопреображенне, Павлівка, Промінь, Рудівка, Свистунівка, Травневе, Хомівка, Чепигівка та селища Західний, Лагідне, Сосновий.

## Історія
Утворена шляхом об'єднання Сватівської міської та Гончарівської, Круглівської, Маньківської, Мілуватської, Містківської, Петрівської, Рудівської, Свистунівської, Травнівської сільських рад Сватівського району та Новомикільської сільської ради Кремінського району.